# Quinton Aaron
Quinton Aaron (New York, 1984. augusztus 15. –) amerikai színész.
Michel Gondry Tekerd vissza, haver! című filmjében debütált. Első főszerepét Michael Oherként alakította a 2009-es A szív bajnokai című filmben.

## Fiatalkora
1984. augusztus 15-én született Bronxban, de az általános iskola elvégzése után Augusta városába költözött.

## Pályafutása
Q szerepében debütált Michel Gondry Tekerd vissza, haver! című filmjében, amelyben Mos Def és Jack Black voltak a főszereplők. Társszereplőként szerepelt az NYU egyik diplomafilmjében is, amelynek címe Mr. Brooklyn, Al Thompsonnal az oldalán, Jason Sokoloff rendezésében. Feltűnt az Esküdt ellenségek című sorozat két epizódjában is. Emellett egy epizódban szerepelt az Esküdt ellenségek: Különleges ügyosztály sorozatban is.
Első főszerepét Michael Oherként játszotta el A szív bajnokai című filmben, Sandra Bullock és Tim McGraw oldalán. A film 2009. november 20-án került bemutatásra.  A rendező John Lee Hancock volt, a film pedig Michael Lewis 2006-os könyvén alapul, amely Oher valódi történetét dolgozza fel. Michael Oher tíz mérkőzésen kezdőként szerepelt az Ole Miss Rebels egyetemi csapatában, ahol elsőévesként All-American válogatott lett, később pedig a Baltimore Ravens amerikaifutball-csapat támadófalembere lett.
2010-ben feltűnt a Mercy című sorozat egyik epizódjában. 2011-ben a Harry's Law epizódjában vendégszerepelt Kathy Batesszel. A 2010-es Major League Baseball All-Star Gálán részt vett a Taco Bell Legends and Celebrities softball-mérkőzésen, ahol az Amerikai Liga csapatának tagjaként győztesként zárta a meccset. 2017-ben a Busy Day című filmben szerepelt.
2023-ban kiadta első kislemezét, „Lead with Love” címmel.

## Filmográfia

### Film
| Év   | Magyar cím            | Eredeti cím                               | Szerep            | Magyar hang |
| ---- | --------------------- | ----------------------------------------- | ----------------- | ----------- |
| 2006 |                       | Feliz Navidad                             | vokalista         |             |
| 2007 |                       | I Hate Black People                       | bárvendég         |             |
| 2008 | Tekerd vissza, haver! | Be Kind Rewind                            | Q                 |             |
| 2009 |                       | Mr. Brooklyn                              | Jefferson         |             |
| 2009 | A titkos rend         | The Ministers                             | Perp              |             |
| 2009 | A szív bajnokai       | The Blind Side                            | Michael Oher      | Gacsal Ádám |
| 2012 |                       | Rebel                                     | Qutub             |             |
| 2013 |                       | Paranormal Movie                          | Quinton           |             |
| 2013 |                       | 1982                                      | Turtle            |             |
| 2013 |                       | Nameless                                  | sofőr             |             |
| 2014 | Kisvárosi horror      | The Appearing                             | Kenneth           |             |
| 2014 | Az otthagyottak       | Left Behind                               | Simon             |             |
| 2015 |                       | My Favorite Five                          | T.I.              |             |
| 2015 |                       | Dancer and the Dame                       | Louis             |             |
| 2015 |                       | My First Miracle                          | Brandon           |             |
| 2016 | Félúton               | Halfway                                   | Byron             |             |
| 2016 |                       | Mothers and Daughters                     | Dr. Hamilton      |             |
| 2016 |                       | Traded                                    | Silas             |             |
| 2016 | Nagyobb               | Greater                                   | Aaron edző        |             |
| 2016 |                       | Extraction: Genesis                       | Blade             |             |
| 2016 |                       | Hero of the Underworld                    | Tino              |             |
| 2017 | Nem érdekel!          | It's Not My Fault and I Don't Care Anyway | Brian Calhoun     |             |
| 2017 |                       | Justice                                   | Benjamin          |             |
| 2017 |                       | Busy Day                                  | Ivan              |             |
| 2017 |                       | The Hammer                                | K-Rod             |             |
| 2017 |                       | An American in Texas                      | Quain             |             |
| 2017 |                       | Rock, Paper, Scissors                     | Joe               |             |
| 2017 |                       | Jason's Letter                            | Troy James Sr.    |             |
| 2018 |                       | The Second Coming of Christ               | Michael           |             |
| 2018 |                       | Worthless                                 | Banks igazgató    |             |
| 2018 |                       | Fishbowl California                       | Rad Chad          |             |
| 2018 |                       | Bad Company                               | Damen             |             |
| 2018 |                       | The Debt                                  | Zo                |             |
| 2019 | Apu                   | Dad                                       | Trevor            |             |
| 2019 |                       | Aurora's Law                              | Dave              |             |
| 2019 |                       | Elfette Saves Christmas                   | Télapó            |             |
| 2019 |                       | Who Stole the Tasmanian Devils            | Fran              |             |
| 2021 |                       | Mummy Dearest                             | Quinton Jonesboro |             |
| 2021 |                       | Summertime Dropouts                       | Lorenzo           |             |
| 2021 |                       | Money Is King                             | Edward Randolph   |             |
| 2022 |                       | Hybristophilia                            | Tommy             |             |
| 2022 |                       | The Baby Pact                             | Joe Jr.           |             |

### Televízió
| Év        | Magyar cím                               | Eredeti cím                       | Szerep          | Megjegyzések |
| --------- | ---------------------------------------- | --------------------------------- | --------------- | ------------ |
| 2007      | Esküdt ellenségek                        | Law & Order                       | kidobó / testőr | 2 epizód     |
| 2008      |                                          | Play or Be Played                 | testőr          | tévéfilm     |
| 2010      | Esküdt ellenségek: Különleges ügyosztály | Law & Order: Special Victims Unit | Damien Woods    | 1 epizód     |
| 2011      | Tuti gimi                                | One Tree Hill                     | Tommy           | 2 epizód     |
| 2011      |                                          | Harry's Law                       | Brian Jones     | 1 epizód     |
| 2011      | Haláli testcsere                         | Drop Dead Diva                    | Jacob Campbell  | 1 epizód     |
| 2017      |                                          | Let's Fall Out                    | Tank            | 1 epizód     |
| 2018–2020 |                                          | Gods of Medicine                  | Vick Wilson     | 7 epizód     |
| 2020      |                                          | Unsubscribe                       | Sammy           | 1 epizód     |
| 2020      |                                          | Locked in Love                    | Damien Silver   | 1 epizód     |